# Irving Pérez
Irving Pérez (16 de maio de 1986) é um triatleta profissional mexicano.

## Carreira

### Rio 2016
Irving Pérez competiu na Rio 2016, ficando em 22º lugar com o tempo de 1:48.26.